# Strangolamento

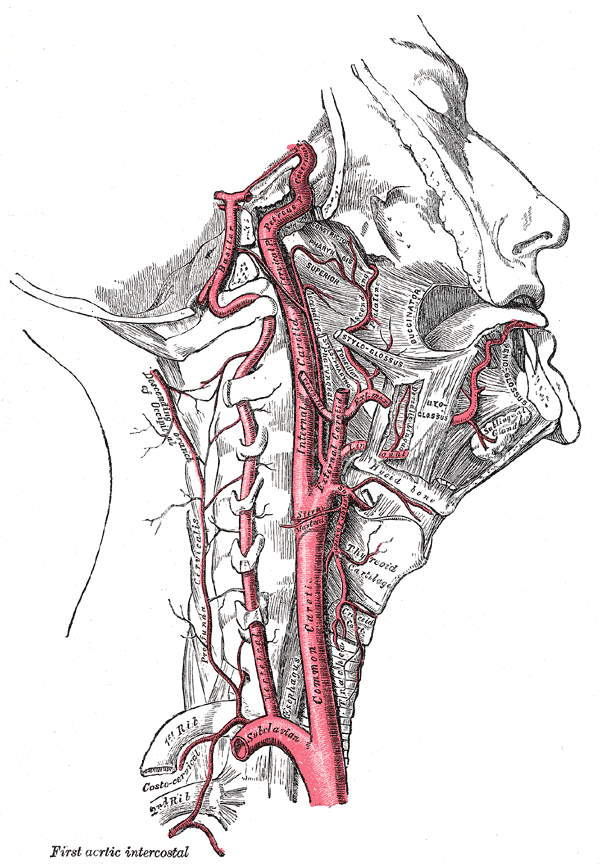
Il collo contiene diversi bersagli vulnerabili per la compressione, comprese le arterie carotidi

Lo strangolamento (dal latino strangulare: tirare a sé con forza) è una forte pressione esercitata sul collo di un soggetto attraverso un mezzo strumentale (lacci, corde, garrote o altro) che ne causa la morte per asfissia.
Nel caso invece la pressione sul collo sia esercitata direttamente dalle mani dell'aggressore, si parla di strozzamento.
Sebbene questa sia la corretta definizione tecnica e medico-legale, nel linguaggio comune la distinzione tra "strozzare" e "strangolare" viene spesso a perdersi.
Lo strangolamento può avvenire per cause dolose, ma anche per incidente, in genere in ambito domestico o sul lavoro.
Tre meccanismi concorrono:
- Quello asfittico o soffocamento: nel quale la chiusura delle vie aeree risulta non completa e che comporta tempi più lunghi per realizzarsi.
- Quello circolatorio: nel quale la forza è tale da occludere i vasi del collo, le carotidi comuni e le vene giugulari, impedendo o ostruendo il flusso sanguigno cerebrale.
- Quello nervoso: nel quale la forza stimola il nervo vago che provoca per riflesso bradicardia e arresto cardiaco.